# Quỷ kiến sầu to

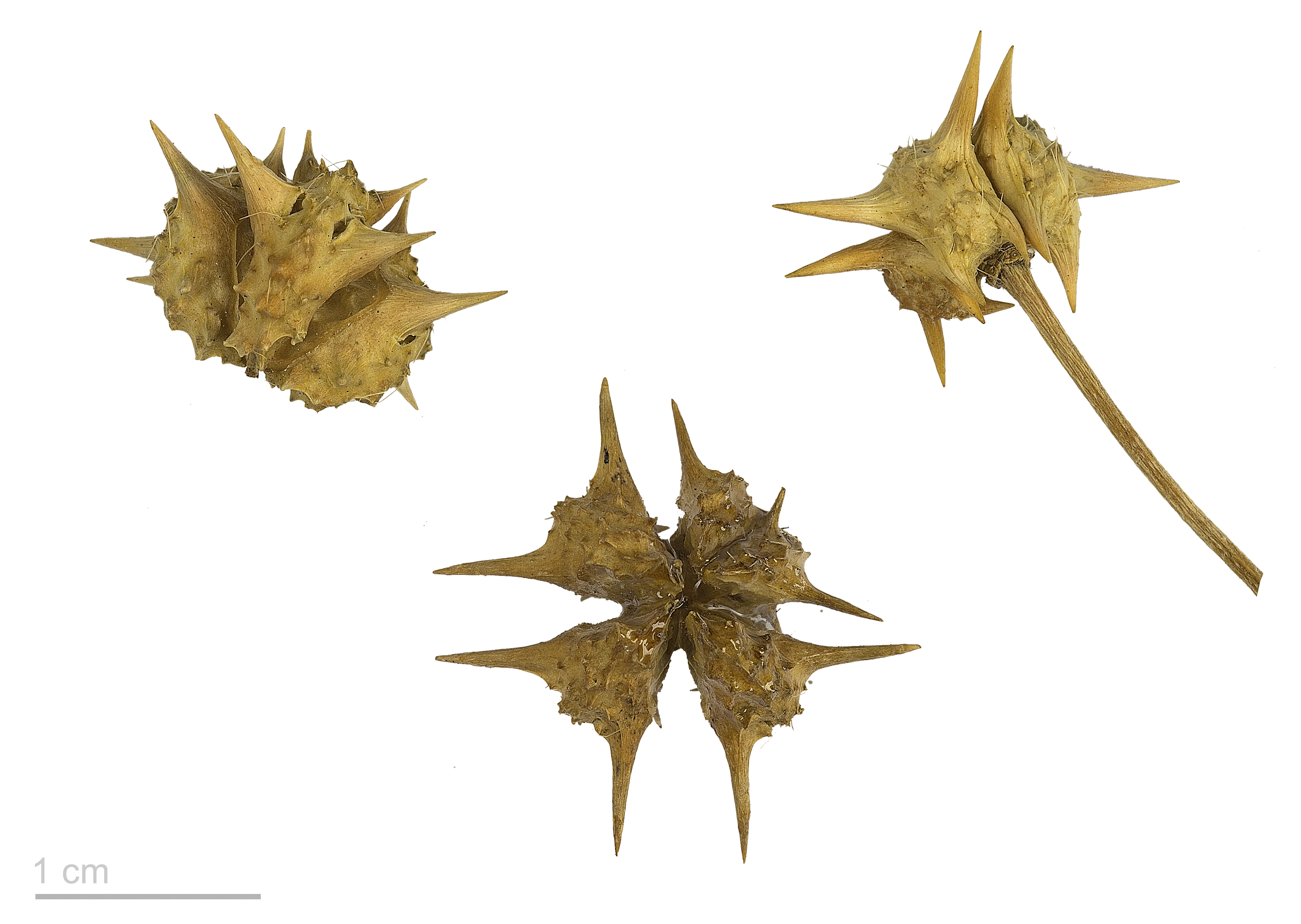
Tribulus cistoides

Quỷ kiến sầu to, còn gọi là tật lê to (Tribulus cistoides) là một loài thực vật có hoa trong họ Zygophyllaceae. Loài này được L. miêu tả khoa học đầu tiên năm 1753.